# L'Imperatore

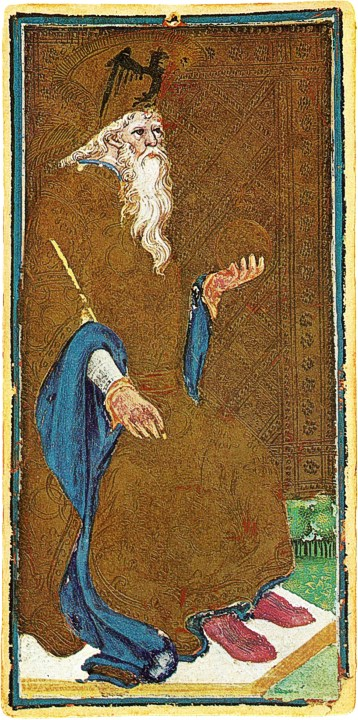
L'imperatore nel mazzo Visconti-Sforza.

L'Imperatore è la quarta carta degli arcani maggiori dei tarocchi. Altri nomi: Volontà creatrice, Dominatore.

## Rappresentazioni
Un sovrano con una lunga barba grigia o brizzolata, seduto maestosamente sul trono (però nel tarocchi di Papus è un faraone). Nella mano destra tiene lo scettro (in alcuni tarocchi è sormontato da un globo con la croce, in altri da un fiordaliso). La sinistra, in alcuni, è chiusa a pugno, segno di fermezza, in altri, regge il globo. Accanto, alcuni presentano uno scudo con un'aquila. Sono quasi tutti di profilo, rivolti verso la nostra sinistra. Nel tarocco di Gébelin, l'Imperatore è rivolto verso destra, e nel tarocchi Rider-Waite è rivolto di fronte e sembra un re sassone. Le gambe sono in genere leggermente incrociate (ma non nel tarocco di Rider-Waite).

## Simbolismi
Rappresenta la sicurezza totale, l'Autorità, il carattere forte, la ferrea Volontà, la virilità prorompente, la ricchezza, la costanza, l'Energia creativa. È colui che è consapevole della sua grande forza e del suo grande potere, che gli consentono di dominare tutti gli altri. In questo mondo è la rappresentazione suprema.
Altri aspetti della carta: Colui che regna e governa con saggezza. In mano, alcuni (per esempio nel tarocco di Papus) tengono la chiave di Ankh. La chiave che apre la porta tra i due regni, quello dei vivi e quello dei morti. La chiave del sapere.
Nel tarocco di Wirth-Knapp, siede su un trono cubico (il quadrato rappresenta il 4, numero della carta). Rappresenta il potere attivo. Alcuni paragonano l'Imperatore a Plutone, altri ad Atlante, altri ancora a Zeus-Giove. Il Wirth lo avvicina allo Zolfo alchemico.

## Significato
Rappresenta il potere terreno, cioè potenza attiva della materia e intelligenza acuta e creativa. Traboccante energia materiale che bisogna essere in grado di controllare e dominare affinché questa abbia un effetto positivo. Come tutti i Tarocchi, anche l'Imperatore subisce l'influenza delle carte vicine, va quindi interpretato tenendo ben in considerazione il contesto del gioco, la posizione della carta ed il suo verso: positivo se diritto e negativo se al rovescio. Sia al positivo che al negativo si tratta di un Arcano dai tempi medi nella manifestazione e nella durata, molto più forte quando esce al positivo.

### Carta dritta
Ha grande influenza su tutte le carte vicine e le indirizza al meglio, attutendo e talvolta eliminando i presagi cattivi. Carta in genere positiva e di apporti pratici ed efficaci. Indica consigli favorevoli e determinati. Simbolo di forza, concretezza ed energia maschile (attiva) l'Arcano ci parla di equilibrio e situazioni stabili, solide, destinate a durare. Ciò che inizia sotto gli auspici e la guida de L'imperatore ha una carica inesauribile e accompagnerà il consultate per molto tempo.  Saranno necessarie però volontà e impegno, un occhio critico capace di prendere la giusta decisione, in cambio il consultante vivrà un periodo di particolare benessere e stabilità, porrà basi solide per progetti di vita o di lavoro, capace di esprimersi al meglio e risultare affidabile.  Spesso questo Arcano simboleggia una persona fisica, quasi sempre maschile, una figura paterna (spesso il padre vero e proprio) in grado di fornire una guida e un supporto benevolo, anche materiale. Un uomo solido e di prestigio, di mezza età, con intenzioni serie verso il consultante, spesso ricco o con una buona posizione lavorativa. In amore è un'unione solida, un matrimonio con una persona fedele, sul lavoro è un'iniziativa di successo destinata ad una promozione.

### Carta rovesciata
Rappresenta il potere che diventa schiavo di se stesso: la tirannia inflitta o subita. Denota grande immaturità esistenziale. Il principe saggio diventa un despota crudele e spietato. Raramente questo Arcano al rovescio vorrà dire pigrizia e indecisione, molto più spesso rappresenterà il lato oscuro del potere, i deliri e la castrazione degli altri. Indica ostacoli insormontabili e risultati contrari, determinati non tanto da un brutto periodo ma dalla stessa cattiva condotta del consultante (o di chi viene rappresentato da questo Arcano all'interno del gioco). Quando il potere è invece subito, sarà il senso di fallimento ad abitare la vita del consultante, la carenza affettiva e l'impossibilità di raggiungere i propri obbiettivi.  In amore è quindi un'unione flebile, non abbastanza matura e può segnalare dalle più lievi incomprensioni a casi di violenza domestica. L'individuo impersonato dall'imperatore è immaturo e vuole possedere, spesso testardo e chiuso mentalmente. L'imperatore capovolto ama per egoismo, privando l'amato della sua libertà. Sul lavoro sono invece progetti incompiuti e spesso litigi con colleghi e superiori. Segnala un uomo tirannico contro cui è inutile lottare.

## Curiosità e analogie
- In alchimia, rappresenta la purificazione.
- In astrologia, è in genere Venere in Toro.
- Nella cabala ebraica, è la lettera D, in ebraico daleth.
- Ne I Ching, è analogo al segno LXIII, Dopo il Compimento e al segno XVIII, Emendamento delle Cose Guaste.
- In magia, rappresenta il dominio su tutto ciò che viene evocato
- L'arcano è anche un nome di uno Stand ne Le bizzarre avventure di JoJo

## Riferimenti storici e iconografici
È stato paragonato ad Alessandro Magno e all'imperatore Carlo Magno. In origine, forse, rappresenta un alto magistrato (confronta: le gambe incrociate secondo l'antico diritto germanico), che è diventato in seguito una figura regale.